# リンゼイ・ザノ
- リンゼイ・ザノ[1][2][3]
- リンジー・ザノ[4]

リンゼイ・ザノ（Lindsay Zanno）は、アメリカ合衆国の古生物学者。ノースカロライナ州立大学教員。ノースカロライナ州自然科学博物館所属。ファルカリウス、ヴェラフロンス、シアッツ、チョイロドン、モロスといった後期白亜紀の恐竜を記載・命名している。

## 教育
ザノは1999年にニューメキシコ大学で生物人類学の学士（理学）を取得し、2004年にユタ大学で鉱物・地球科学部の大学院の修士（理学）、2008年に同大学で博士号を取得した。修士論文の題目は「系統発生的および機能的意味を持つ原始的テリジノサウルス上科（獣脚類、マニラプトル類）の肩帯と前肢」("The pectoral girdle and forelimb of a primitive therizinosauroid (Theropoda, Maniraptora) with phylogenetic and functional implications")であり、ファルカリウスの解剖学が扱われた。博士論文の題目は「テリジノサウルス類（恐竜類: 獣脚類）の分類・系統の再評価: マニラプトル類への進化の示唆」("A taxonomic and phylogenetic reevaluation of Therizinosauria (Dinosauria: Theropoda): implications for the evolution of Maniraptora")で、テリジノサウルス類の類縁関係が広く扱われた。

## 学術的貢献
ザノの主な研究対象は北アメリカに生息した白亜紀の獣脚類であるが、 鳥盤類の恐竜ややワニ形類、鳥類、植竜類の偽鰐類、分椎類および生痕化石についても論文を投稿している。ザノは数多くの新種の恐竜の命名に貢献しており、具体的にはテリジノサウルス上科のファルカリウス、トロオドン科のTalos sampsoni、ハドロサウルス類のVelafrons coahuilensis、オビラプトロサウルス類のHagryphus giganteus、イグアノドン科のChoyrodon barsboldi、アロサウルス上科のSiats meekerorum、ティラノサウルス上科のMoros intrepidusがいる。ザノの研究は主にアメリカ国立科学財団による多くの賞によって支持されており、サイエンスチャンネルやヒストリー、ナショナルジオグラフィック、ニューヨーク・タイムズ、NPR、BBCといった主要な報道機関によって広く取り上げられている。
ザノはJurassic Foundationの会長、古脊椎動物学会年会の共同議長を務めている。また、過去には『ウォーキングwithダイナソー』のアリーナツアーのScience Advocate、『アイス・エイジ』展のオンエアホストを務めた。